# 太子道
太子道（英語：Prince Edward Road）是香港九龍半島西部的一條主要道路，貫穿油尖旺區、九龍城區、黃大仙區和觀塘區四個行政區域。道路由大角咀東部開始，經太子、加多利山（大石鼓）、九龍仔、九龍城、馬頭圍及新蒲崗，到達牛池灣經彩虹交匯處接駁觀塘道、清水灣道或龍翔道。

## 歷史
1920年代，香港政府開發旺角（現今稱為太子）一帶，並興建一條連接九龍城附近的主要道路，原名宜華徑。1922年4月6日，英國王儲愛德華王子（後來在1936年即位成為國王的爱德华八世）到訪香港，參觀了這條主要道路的興建工程。為紀念此事，香港政府翌日將此未被官方命名的道路命名為「愛德華皇子道」，其後又被改為「英皇子道」。道路於1924年4月建成通車。1935年，位於香港島東區的英皇道通車，為免兩者混淆，「英皇子道」再被改為「太子道」（這是個概略的翻譯，將身為王儲的愛德華王子直接以「太子」漢譯，"Prince"直接對應的意思是「王子」，而「太子」的英文翻譯應為"crown prince"）。香港日佔時期，太子道曾被改名為「鹿島通」。
太子道興建初期只連接大角咀（今通州街交界）至九龍城以南一帶。日本佔領香港期間擴建啟德機場並建成07/25跑道，太子道亦需要因應飛機起降而截停車輛，與清水灣道相同，1950年代，啟德機場及九龍灣一帶開始發展，結果道路被延長至牛池灣東部一帶。後來與界限街及亞皆老街並排的前者被稱為太子道西，過九龍城迴旋處後（往牛池灣方向）被稱為太子道東。
1968年，設立香港幹線編號系統，將太子道東及太子道西納入11號幹線，1974年撤除，但當中不少路牌至80年代才更換。
橫跨太子道東，現今景泰苑對出的行車天橋在連接啟德及新蒲崗的啟新道通車後封閉並清拆，原址重建一條綠化架空走廊連接啟德發展區與新蒲崗。由太子道東東行往協調道的天橋則於2021年9月25日啟用，提供一條比啟新道更方便快捷的天橋前往啟德一帶。

## 事件
- 1992年12月2日：6名賊人打劫旺角太子道西一間珠寶金行，賊人準備截的士逃走時與警員駁火，的士跌落泥坑，其中一名賊人傷重死亡。
- 2005年5月9日：在惡劣天氣下，太子道東近新蒲崗一段發生棚架倒塌意外，整段來回方向需要封閉，引致交通嚴重擠塞。由於天氣仍然惡劣，加上正值下班時間，車龍一度伸延至旺角、九龍塘、紅磡等主要道路，九龍區交通近乎完全癱瘓，受影響市民數以十萬計，部份需要步行數小時返回東九龍[6]。
- 2017年6月29日：早上約11時，一輛Tesla電動車於太子道東向觀塘方向行駛時為了閃避切線車輛而撞上右邊石躉，並打白鴿轉反彈鏟上富豪東方酒店巴士站第3個站亭（為11B、11D、14、15、16、17所使用之站位），車尾撞跌該站位的1個廣告燈箱，站亭亦撞到輕微變形，巴士站廣告燈箱嚴重損毀，期間1名婆婆及1名男子受傷，傷者經包紮後送院[7]。
- 2021年4月1日：凌晨時分，太子道西發生懷疑涉及毒品的飛車斬人案，一名27歲姓葉男子報稱借用友人的七人車驅車往龍崗道買食物途中，駛至近龍崗道2號對開時突然有一輛套上假牌的寶馬私家車衝前閘停七人車。3名「刀手」迅速趨向司機位，亂刀狂斬葉男然後登車逃去。葉男身體全身多處受傷。警員在車上檢獲一批包括搖頭丸、可卡因等毒品，事後循車牌尋獲車主，30歲姓蕭車主涉嫌販毒被捕。[8]

## 連接道路

### 太子道東
- 彩虹交匯處（觀塘道 （7A及8號出口）、龍翔道 、觀塘繞道 ）
- 彩虹道（全日巴士專線）
- 四美街
- 協調道
- 新蒲崗交匯處（啟新道、協調道、彩虹道）
- 九龍城迴旋處（太子道西、馬頭涌道、亞皆老街）

### 太子道西
- 九龍城迴旋處（太子道東、馬頭涌道、亞皆老街）
- 打鼓嶺道
- 城南道
- 龍崗道
- 南角道
- 衙前塱道
- 侯王道
- 獅子石道
- 福佬村道
- 士打令道
- 聯合道
- 界限街
- 科發道
- 露明道
- 品蘭街
- 述德街
- 喇沙利道
- 伯爵街
- 窩打老道 （包括8B出口）
- 勵德街
- 嘉道理道
- 基提道
- 花墟道
- 園藝街
- 洗衣街
- 花園街
- 通菜街
- 西洋菜南街
- 彌敦道
- 砵蘭街
- 大南街
- 荔枝角道、新填地街交界
- 廣東道
- 塘尾道
- 詩歌舞街、西九龍走廊 （7C 出口）、通州街交界

## 外部連結
维基共享资源上的相關多媒體資源：太子道
22°19′26.67″N 114°10′6.1962″E / 22.3240750°N 114.168387833°E